# Acronicta subornata
Acronicta subornata är en fjärilsart som beskrevs av John Henry Leech 1889. Acronicta subornata ingår i släktet Acronicta och familjen nattflyn. Inga underarter finns listade i Catalogue of Life.